# Synezjusz (Zarubin)
Synezjusz, imię świeckie Siergiej Grigorjewicz Zarubin (ur. 1886 w Paninie, zm. 15 października lub 27 września 1937) – rosyjski biskup prawosławny.

## Życiorys
Ukończył szkołę malarską. W 1917 pracował w Irkucku jako nauczyciel w szkole rzemiosła. Rok później przyjął święcenia kapłańskie; prowadził pracę duszpasterską w Omsku. W tym samym mieście został aresztowany w 1922, oskarżony o prowadzenie agitacji kontrrewolucyjnej. Został szybko zwolniony; przed 1926 służył kolejno w Tiumeni, Irkucku, Urazowie i Gołutwińskim Monasterze Przemienienia Pańskiego. 13 czerwca 1926 został wyświęcony na biskupa ostrogoskiego, wikariusza eparchii woroneskiej. W grudniu tego samego roku jego tytuł został zmieniony na biskup urazowski. Jeszcze w tym samym roku został biskupem kołymskim, wikariuszem eparchii jakuckiej i wilujskiej, zaś w 1927 – ordynariuszem tejże eparchii. W 1928 został przeniesiony na katedrę iżewską. Przed 1930 wypowiedział posłuszeństwo kierującemu tymczasowo Kościołem locum tenens Patriarchatu Moskiewskiego metropolicie Sergiuszowi i przystąpił do grupy nie wspominających skupionej wokół biskupa wiackiego Wiktora. W 1931 został aresztowany w Iżewsku i skazany na dziesięć lat łagrów. Od 1932 do 1937 przebywał w obozie Białomorsko-Bałtyckim (Biełbałtłag). Tam w 1937 został aresztowany pod zarzutem prowadzenia wśród więźniów agitacji kontrrewolucyjnej, skazany na śmierć i rozstrzelany.  

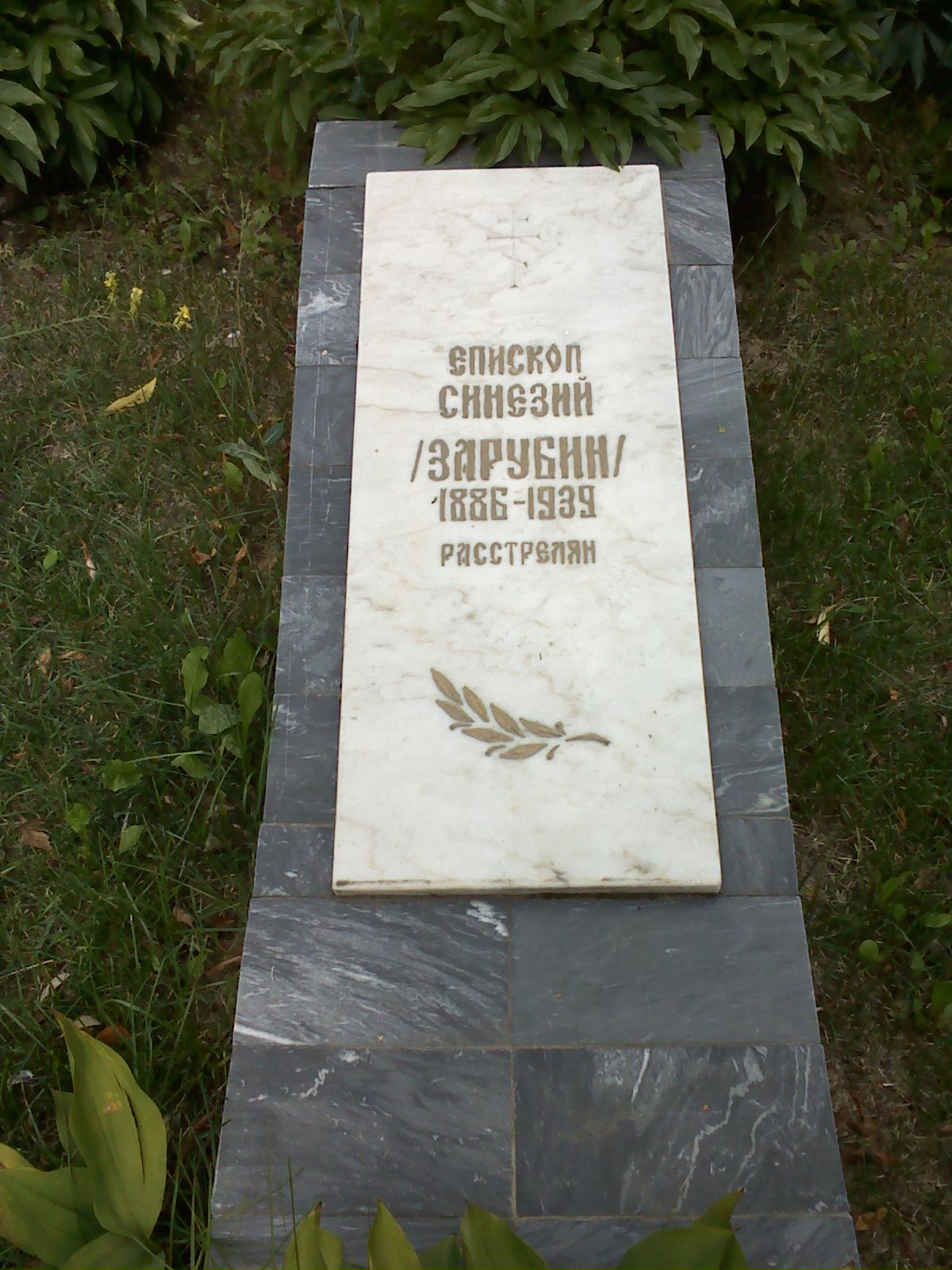
Nagrobek biskupa Synezjusza w sąsiedztwie soboru św. Aleksandra Newskiego w Iżewsku